# Campo de Mayo Airport
Campo de Mayo Airport är en flygplats i Argentina.   Den ligger i provinsen Buenos Aires, i den centrala delen av landet, 28 km väster om huvudstaden Buenos Aires. Campo de Mayo Airport ligger 27 meter över havet.
Terrängen runt Campo de Mayo Airport är mycket platt, och sluttar österut. Runt Campo de Mayo Airport är det mycket tätbefolkat, med 4 188 invånare per kvadratkilometer.. Närmaste större samhälle är Morón, 14,0 km söder om Campo de Mayo Airport.
Runt Campo de Mayo Airport är det i huvudsak tätbebyggt.